# Sławomir Sierakowski
Slawomir Witold Sierakowski (Varsòvia, 4 de novembre de 1979) és un politòleg i editor polonès, fundador i editor de la revista polonesa Krytika Polityczna, així com de l'editorial del mateix nom.
Va néixer el 1979. És el líder de Krytyka Polityczna (Crítica política), el més ampli cercle d'intel·lectuals i activistes d'esquerres a Polònia. Aquest cercle, batejat així per la revista fundada i dirigida per Sierakowski, inclou, a més, una editorial, el centre cultural Nou Món Feliç, una xarxa de centres locals, etc. Sierakowski és politòleg i sociòleg. És autor d'assajos i articles sobre la política i la cultura polonesa i europea, publicats en diversos idiomes. Ha ensenyat sociologia i filosofia a la Universitat de Varsòvia i ha estat conferenciant convidat en universitats i centres científics a Europa i als Estats Units, com ara la Columbia University de Nova York i la Sorbona.